# Pripovijetka
Pripovijetka (pripovjetka) je naziv za kraće prozno književno djelo koji se u hrvatskom književnoteorijskom nazivlju s pojmovima novela, pripovijest ili priča rabi kao oznaka za proznu vrstu kraću od romana. Kako se naziv novela uobičajio kao oznaka za kratki prozni oblik nasuprot romanu, tako se naziv pripovijetka najčešće koristi za oblik koji se duljinom i kompozicijskim osobinama smjestio između novele i romana. Radnja pripovjetke zasniva se na jednom događaju koji uključuje više likova.
Također, pod nazivom pripovijetka nalaze se i oblici usmene književnosti poput bajke, legende i predaje.